# Gustav Hölzel
Gustav Hölzel (Pest (Hongría), 2 de setembre, 1813 - Viena ('Austria), 3 de desembre, 1883), va ser un baix-baríton i compositor austrohongarès que va cantar als teatres d'òpera d'Àustria, Alemanya i altres llocs durant gairebé cinquanta anys. Se'l recorda principalment com el primer Beckmesser a Die Meistersinger von Nürnberg de Richard Wagner.

## Joventut
Hölzel era fill de l'actor, cantant i director de teatre Nikolaus Alois Hölzel (1785–1848) que va dirigir el Landestheater de Linz des de 1819 fins a 1924. La seva mare Elisabeth Hölzel (nascuda Umlauf) era una contralt operística, filla del compositor Ignaz Umlauf i germana del compositor Michael Umlauf. Als setze anys, Gustav va fer el seu debut operístic a Sopron, i la seva carrera va continuar a Graz (1830–1832), al "Theater in der Josefstadt" de Viena (1833–1837) i al "Königsstädtisches Theatre" de Berlín (1837–1838). Va continuar la seva formació a París el 1838 abans d'unir-se al "Stadttheater Zürich", on va estar contractat des de 1838 fins a 1840. El 1840, es va unir a l'Òpera de la Cort al "Theater am Kärntnertor" de Viena.

## Carrera posterior a Àustria i Alemanya
Hölzel va cantar a l'Hofoper durant vint-i-tres anys, durant els quals va crear el petit paper de De Fiesque a la penúltima òpera de Gaetano Donizetti, Maria di Rohan, el 1843. Però el 1863, mentre interpretava el paper de Frare Tuck a Der Templer und die Jüdin d'Heinrich Marschner, Hölzel va alterar les paraules de la cançó del Frare i va ser acomiadat de la companyia.
No obstant això, va trobar feina operística al "Theater an der Wien" i també va aparèixer a Darmstadt, Nuremberg i Munic. Al "Nationaltheater" d'aquesta darrera ciutat, el 1868, va crear el paper de Beckmesser a Die Meistersinger von Nürnberg Els seus darrers compromisos van ser a la "Komische Oper Berlin", i la seva última aparició escènica va ser el 1877 en el paper de Baculus a Der Wildschütz d'Albert Lortzing.

## Carrera i rols internacionals
Va fer aparicions com a convidat a teatres d'òpera de Londres (1840 i 1843), Sant Petersburg i Estocolm el 1860, i en l'estrena nord-americana de Der Schauspieldirektor de Mozart al Stadt Theatre de Nova York el 1870. A l'Opéra-Comique de París el 1859, va aparèixer a l'estrena dYvonne del compositor belga Armand Limnander.
Hölzel es va destacar pels seus papers còmics, que incloïen, a més dels esmentats anteriorment, Leporello a Don Giovanni, Don Basilio a El barber de Sevilla i Van Bett a Zar und Zimmermann de Lortzing.

## Composicions
Gustav Hölzel també va ser un compositor prolífic de música i cançons per a piano. Entre aquests últims hi ha un escena de "Sonntag" de Ludwig Uhland, op. 226, i tres escenaris de poemes de Heinrich Heine, "Els ulls més bonics", op. 68, "Paseig aquàtic", op. 73, i "My Longing de H. Heine" ("Noia amb la boca vermella"), op. 32.